# Sean den förste Banan
Sean den förste Banan är debutalbumet av den svenska artisten Sean Banan, utgivet den 27 februari 2012 av Sony Music. Titelspåret "Sean den förste Banan" var Sean Banans bidrag i Melodifestivalen 2012, där den framfördes i första deltävlingen i Växjö och gick vidare till Andra chansen men blev dock där utslagen. "Seanfrika", en duett mellan Sean Banan och Kikki Danielsson, är ledmotivet ur filmen Sean Banan inuti Seanfrika från samma år. Albumet innehåller även alla de tidigare utgivna singlarna "Skaka rumpa", "Puss puss", "Gott nytt jul" och "Händer i luft".
Trots negativa recensioner uppnådde albumet tredje placering på den svenska albumlistan under en vecka.

## Mottagande
Jan Andersson på Göteborgs-Posten gav albumet en nolla i betyg och sammanfattade sin kortfattade artikel med "Det är kanske inte uselt på en lika episk skala som Sean Banans biofilm men detta är en rakt igenom bedrövlig platta".

## Låtlista
| Nr  | Titel                              | Kompositör                                                   | Längd |
| --- | ---------------------------------- | ------------------------------------------------------------ | ----- |
| 1.  | Sean den förste Banan              | Sean Banan, Hans Blomberg, Joakim Larsson, Mårten Andersson  | 3:03  |
| 2.  | Sommar i Sverige                   | Blomberg, Larsson, O. Lindholm, O. Söderberg                 | 3:26  |
| 3.  | Va var det han Saade               | Sean Banan, Lindholm, Söderberg                              | 3:01  |
| 4.  | Seanfrika (feat. Kikki Danielsson) | Sean Banan, Lindholm, Söderberg                              | 3:10  |
| 5.  | Nu lyfter vi taket                 | Sean Banan, Blomberg, Larsson, Lindholm, Söderberg           | 3:24  |
| 6.  | Åka där bak                        | Sean Banan, Lindholm, Söderberg                              | 2:56  |
| 7.  | Seans ABC                          | Sean Banan, Lindholm, Söderberg, Martin Contra, Björn Frisén | 3:25  |
| 8.  | Alla kan dansa (feat. Tony Irving) | Sean Banan, Lindholm, Söderberg                              | 3:30  |
| 9.  | Händer i luft                      | Sean Banan, Andersson, Lindholm, Söderberg                   | 3:20  |
| 10. | Kött & blåbär                      | Sean Banan, Lindholm, Söderberg                              | 3:50  |
| 11. | Skaka rumpa                        | Sean Banan, Blomberg, Andersson, Lindholm, Söderberg         | 2:53  |
| 12. | Puss puss                          | Sean Banan, Daniel Grüter, Mats Ymell                        | 3:06  |
| 13. | Gott nytt jul                      | Sean Banan, Blomberg, Larsson, Andersson                     | 3:27  |

## Listplaceringar
| Lista (2012)        | Högsta placering |
| ------------------- | ---------------- |
| Svenska albumlistan | 3                |